# Olpium pallipes pallipes
Olpium pallipes pallipes es una subespecie de arácnido del orden Pseudoscorpionida de la familia Olpiidae.

## Distribución geográfica
Se encuentra en Europa y el oeste de Asia.